# Determinante di Slater
Il determinante di Slater, dal fisico e chimico teorico John C. Slater, è un'espressione matematica utilizzata per calcolare la funzione d'onda di sistemi multi-fermioni soddisfacendo il principio di esclusione di Pauli. Esso nasce dalla necessità di descrivere la funzione d'onda per un sistema multielettronico. La funzione d'onda associata ad un singolo elettrone, e che tiene conto del momento angolare di spin, è definita spin-orbitale.

## Limite dell'approssimazione di Hartree
Utilizzando l'approssimazione orbitalica, introdotta da Hartree, la funzione d'onda associata ad un sistema di N elettroni viene considerata eguale al prodotto delle singole funzioni d'onda associate ai singoli elettroni; il che significa trascurare l'effetto delle singole interazioni tra gli stessi elettroni. In termini matematici ciò si traduce nell'espressione
{\displaystyle \Psi (\mathbf {x} _{1},\mathbf {x} _{2}...\mathbf {x} _{N})=\phi _{1}(\mathbf {x} _{1})\phi _{2}(\mathbf {x} _{2})...\phi _{N}(\mathbf {x} _{N})}
dove {\displaystyle \phi _{i}(x_{j})} indica che il j-esimo elettrone si trova nell'i-esimo stato e il prodotto è noto come prodotto di Hartree. Questa funzione composta, però, non essendo antisimmetrica non soddisfa il principio di esclusione di Pauli. La condizione di antisimmetria è che la funzione d'onda cambi segno per lo scambio di una qualsiasi coppia di elettroni:
{\displaystyle \Psi (\mathbf {x} _{1},...\mathbf {x} _{i}...\mathbf {x} _{j}...,\mathbf {x} _{N})=-\Psi (\mathbf {x} _{1},...\mathbf {x} _{j}...\mathbf {x} _{i}...,\mathbf {x} _{N})}
per ogni coppia di indici i e j.

## Il determinante di Slater
Slater superò il limite del metodo di Hartree utilizzando una combinazione lineare di tutti i possibili prodotti di Hartree. Nel caso più semplice, costituito da un sistema di due elettroni, ciò si traduce nell'espressione matematica
{\displaystyle \Psi (\mathbf {x} _{1},\mathbf {x} _{2})={\frac {1}{\sqrt {2}}}\{\phi _{1}(\mathbf {x} _{1})\phi _{2}(\mathbf {x} _{2})-\phi _{1}(\mathbf {x} _{2})\phi _{2}(\mathbf {x} _{1})\}}
dove 1/√2 è un fattore di normalizzazione.
Estendendo il concetto a un sistema composto da N elettroni si ottiene il determinante di Slater, definito dalla forma generale
{\displaystyle \Psi (\mathbf {x} _{1},\mathbf {x} _{2},\ldots ,\mathbf {x} _{N})={\frac {1}{\sqrt {N!}}}\left|{\begin{matrix}\phi _{1}(\mathbf {x} _{1})&\phi _{2}(\mathbf {x} _{1})&\cdots &\phi _{N}(\mathbf {x} _{1})\\\phi _{1}(\mathbf {x} _{2})&\phi _{2}(\mathbf {x} _{2})&\cdots &\phi _{N}(\mathbf {x} _{2})\\\vdots &\vdots &&\vdots \\\phi _{1}(\mathbf {x} _{N})&\phi _{2}(\mathbf {x} _{N})&\cdots &\phi _{N}(\mathbf {x} _{N})\end{matrix}}\right|=|\phi _{1}\phi _{2}\dots \phi _{N}|}
Risulta evidente come il determinante di Slater rispetti il principio di esclusione di Pauli, assumendo valore uguale zero nel caso in cui due elettroni differenti si trovino nello stesso stato. Anche la condizione di antisimmetria della funzione d'onda totale viene rispettata perché lo scambio di due elettroni equivale allo scambio di due colonne nel determinante. Un singolo determinante di Slater viene sfruttato nel metodo di Hartree-Fock. In teorie post-Hartree-Fock più accurate, come l'interazione di configurazione (CI) e il metodo MCSCF, è necessario ricorrere a una combinazione lineare di determinanti di Slater.

## Limite
E' importante tenere a mente che i determinanti di Slater non sono in generale autofunzioni della hamiltoniana completa del sistema (quella che contiene anche l'interazione coulombiana tra gli elettroni ad esempio). Sono la proiezione, sul sottospazio antisimmetrico, degli autostati di hamiltoniane date dalla somma di quelle di singola particella, in altre parole i determinanti di Slater non tengono conto dell'interazione delle particelle ma soltanto del postulato di simmetrizzazione.